# 황아름
황아름(1993년 5월 29일~)은 대한민국의 골프 선수이다. 필드멘토 소속으로 활동하고 있다.